# Evhen Tsybulenko
Evhen Tsybulenko (ukrainska: Євген Миколайович Цибуле́нко: Jevhen Mykolajovytj Tsybulenko), född 21 oktober 1972 i Simferopol, Ukrainska SSR i Sovjetunionen, är en estnisk jurist av ukrainskt ursprung. Han är professor i juridik vid Tallinns tekniska universitet och är inriktad på internationell humanitär rätt.